# James S. Wadsworth
James Samuel Wadsworth (ur. 30 października 1807 w Geneseo, zm. 8 maja 1864) – amerykański filantrop, polityk i generał Armii Unii podczas wojny secesyjnej. Poległ w czasie bitwy w dziczy.

## Okres przed wojną
Jego ojciec, również James Wadsworth, był właścicielem jednego z największych portfeli inwestycyjnych gruntów uprawnych na terenie stanu, więc młody Wadsworth był przygotowywany do wypełniania obowiązków jakie miał odziedziczyć. Studiował prawo na Uniwersytecie Harvarda i Uniwersytecie Yale i został nawet przyjęty do palestry, ale nie miał zamiaru praktykować. Większość życia spędził zajmując się rodzinną posiadłością. Zbudował Hartford House w Geneseo, a w 1834 poślubił Mary Craig Wharton z Filadelfii.
Zaczął zajmować się polityką, początkowo jako demokrata, ale wkrótce został jednym z założycieli Partii Wolnej Ziemi, która w 1856 weszła w skład Partii Republikańskiej. W 1861 uczestniczył w waszyngtońskiej konferencji pokojowej, która miała zapobiec wojnie, ale okazała się przedsięwzięciem nieudanym.

## Wojna secesyjna
Gdy wybuchła wojna Wadsworth − mimo kompletnego braku wykształcenia wojskowego − zgłosił swój akces i został mianowany generałem-majorem milicji stanowej Nowego Jorku. Służył jako cywilny aide-de-camp gen. Irvina McDowella w I bitwie nad Bull Run. Po tej bitwie McDowell zarekomendował go jako dowódcę i 9 sierpnia Wadsworth otrzymał stopień generała brygadiera; 3 października objął dowodzenie nad 2 Brygadą w dywizji McDowella.
Od 17 marca do 7 września 1862 Wadsworth był komendantem okręgu wojskowego Waszyngtonu. W czasie przygotowań przez gen.-mjra George’a McClellana kampanii półwyspowej, Wadsworth poskarżył się prezydentolwi Abrahamowi Lincolnowi, że ma za mało wojsk do obrony stolicy, bowiem McClellan zamierza wziąć większość z nich na półwysep wirginijski. Lincoln raz jeszcze rozważył plan McClellana i kazał odtworzyć pełny korpus dla obrony Waszyngtonu, co spowodowało, że stosunki między McClellanem i Wadsworthem wyraźnie oziębły.
Dopiero gdy McClellan odszedł z Armii Potomaku i po klęsce Armii Unii w I bitwie pod Fredericksburgiem, Wadsworth został mianowany 27 grudnia 1862 dowódcą 1 Dywizji I Korpusu, zastępując Johna Gibbona. Jego pierwszym starciem była przegrana bitwa pod Chancellorsville w maju 1863, ale pod Gettysburgiem pokazał co potrafi. 1 lipca 1863, przybywszy w straży tylnej I Korpusu Reynoldsa, dywizja Wadswortha powstrzymywała atakujących i mających przewagę Konfederatów od rana do popołudnia. Jego żołnierze odpierali natarcia z zachodu i północy, dopóki nie nadciągnęły posiłki. Jednak wieczorem, gdy dywizja wycofała się przez miasto na Wzgórze Cmentarne, doliczono się ponad 50% strat. Mimo to drugiego dnia bitwy dywizja Wadswortha otrzymała zadanie obrony wzgórza Culpa. Gdy większość XII Korpusu została przesunięta na lewe skrzydło armii, Wadsworth posłał trzy regimenty jako wsparcie brygadzie Greene’ego, która broniła szczytu wzgórza.
I Korpus poniósł tak poważne straty pod Gettysburgiem, że podczas reorganizacji Armii Potomaku w marcu 1864 istniejące jeszcze regimenty porozmieszczano w innych korpusach. Po 8-miesięcznej nieobecności − w czasie której przeprowadzał inspekcję czarnoskórych oddziałów pełniących służbę w Dolinie Missisipi − Wadsworth został dowódcą 4 Dywizji V Korpusu; dywizja składała się z jego własnych żołnierzy oraz z resztek dywizji Doubledaya. To świadczy o jego dokonaniach pod Gettysburgiem, jako że wielu dowódców w ogóle nie otrzymało przydziałów.

### Śmierć w puszczy

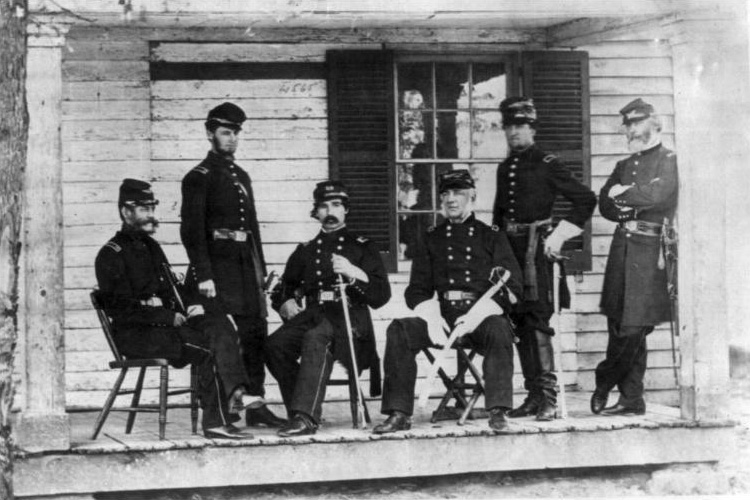
James Wadsworth (siedzi pierwszy z prawej)

Gdy Ulysses Grant podjął w 1864 kampanię lądową, Wadsworth poprowadził swą dywizję do bitwy. 5 maja otrzymał rozkaz wsparcia linii obronnych lewego skrzydła, ale stracił orientację podczas przedzierania się przez gęstwinę i skręcił na północ, odsłaniając swe lewe skrzydło i wystawiając je tym samym na niespodziewany, gwałtowny atak.
6 maja, gdy próbował wyprowadzić z zagrożonego obszaru swe dwie istniejące jeszcze brygady, Wadsworth został trafiony kulą karabinową w tył głowy. Spadł z konia i został wzięty do niewoli przez ścigająych jego ludzi Konfederatów. Zmarł dwa dni później w konfederackim szpitalu polowym Zięć Wadswortha, Montgomery Harrison Ritchie, udał się do wrogiego obozu bu odzyskać ciało. Wadsworth został pochowany na cmentarzu Temple Hill w Geneseo.